# Abey (Liban)
Abey (arabe : عبيه) est un village libanais situé dans le caza d'Aley au Mont-Liban. Le village est situé à 22 km de Beyrouth et à une altitude d'environ 800 m au-dessus du niveau de la mer Méditerranée.